# Старий Шор
Старий Шор (пол. Stary Szor) — село в Польщі, у гміні Сокулка Сокульського повіту Підляського воєводства.
Населення — 63 особи (2011).
У 1975-1998 роках село належало до Білостоцького воєводства.

## Демографія
Демографічна структура станом на 31 березня 2011 року:
|          | Загалом | Допрацездатний вік | Працездатний вік | Постпрацездатний вік |
| -------- | ------- | ------------------ | ---------------- | -------------------- |
| Чоловіки | 25      | 1                  | 20               | 4                    |
| Жінки    | 38      | 12                 | 17               | 9                    |
| Разом    | 63      | 13                 | 37               | 13                   |